# Häggströmska Handelshuset
Häggströmska Handelshuset var under perioden 1800-1874 en av Västerbottens mest framträdande arbetsgivare. 
Handelshuset hade sin bas på Dalkarlså herrgård (idag Dalkarlså Folkhögskola), Bygdeå socken, dit Johan Häggström, borgare från Umeå, flyttade kring sekelskiftet 1800. Till en början bestod verksamheten av småskaligt skeppsbyggande, lantbruk och handel. Under sonen Erik Häggström den äldre (1794-1861) och sonsonen Erik Häggström den yngre (1821-1874) expanderade dock handelshuset markant för att under glansåren kring 1855-60 innefatta en rad olika verksamheter såsom: inom varvsindustrin i Västerbotten (Prästskärets varv, Englandsskärets varv, Kylörens varv), handelsverksamhet, rederiverksamhet, sågverksindustri (Dalkarlså sågverk, Håknäs sågverk), tullkvarnar, samt den västerbottniska bruksindustrin (Strömbäcks glasbruk, Strömsör mönsterjordbruk, Johannisfors bruk med mera). I Prästskär byggdes 14 fartyg.
Handelshuset stod efter Erik Häggström den yngres död utan fungerande ledning särskilt som två andra nyckelpersoner dog samma år, Olof Edvard Thurdin (gift med Eriks syster Erica) samt Robert Haeggström (sic; inget direkt släktskap). Samtidigt försämrades världskonjunkturen. Håknäs övertogs av familjen Kempe, och Prästskäret av Wallenberg i Stockholm. Endast en bråkdel av den svunna förmögenheten kunde räddas av en son till Erik Häggström den äldre, Carl Häggström, läkare i Stockholm.
En "borgarsalong" återskapad från Häggströms Herrgård i Dalkarlså var länge en del av permanentutställningen på Västerbottens museum i Umeå, men revs under 1990-talet.